# S/2003 (283) 1
S/2003 (283) 1 ist ein Mond des Hauptgürtel-Asteroiden (283) Emma. Sein mittlerer Durchmesser beträgt 9 Kilometer.

## Entdeckung und Benennung
S/2003 (283) 1 wurde am 14. Juli 2003 von William J. Merline, Christophe Dumas, Laird M. Close, Clark R. Chapman, Peter M. Tamblyn, D. Terrell, A. R. Conrad, François Menard und Gilles Duvert unter Verwendung adaptiver Optik mit dem 10-m-Keck-Teleskop II auf dem Mauna Kea auf Hawaii entdeckt. Die Entdeckung wurde am 27. Juli 2003 bekanntgegeben; der Mond erhielt die vorläufige Bezeichnung S/2003 (283) 1. Eine offizielle Namensvergabe von der IAU steht noch aus.

## Bahneigenschaften
S/2003 (283) 1 umkreist Emma auf einer retrograden, leicht elliptischen Umlaufbahn in einem mittleren Abstand von 581 Kilometern zu deren Zentrum (etwa 4,4 Emma-Radien). Die Bahnexzentrizität beträgt 0,12, die Bahn ist 94,2° gegenüber dem Äquator von Emma geneigt.
S/2003 (283) 1 umrundet Emma in 3 Tagen, 8 Stunden und 28 Minuten, was etwa 581 Umläufen in einem Emma-Jahr (rund 5,3 Erdjahre) entspricht. Vom Orbit von S/2003 (283) 1 wird angenommen, dass er stabil ist, denn er liegt weit innerhalb von Emmas Hill-Radius von 24.000 km, jedoch auch weit außerhalb des synchronen Orbits.

## Physikalische Eigenschaften

### Größe
Nach aktuellen Daten hat S/2003 (283) 1 einen Durchmesser von 9 km (knapp 1/15 des Zentralkörpers), beruhend auf Emmas Dichte sowie dem entsprechenden angenommenen gleichen Rückstrahlvermögen von lediglich 3,2 %. Die Oberfläche ist damit ausgesprochen dunkel. Anhand der bisherigen Daten scheint die Durchmesserbestimmung allerdings noch relativ unsicher, sie reicht zur Zeit von 4 bis 14 km.
Ausgehend von einem mittleren Durchmesser von 9 km ergibt sich eine Oberfläche von etwa 254,5 km2, was etwas über der Fläche des Schweizer Kantons Appenzell Ausserrhoden liegt.
Bestimmungen des Durchmessers für S/2003 (283) 1
| Jahr | Abmessungen km | Quelle         |
| ---- | -------------- | -------------- |
| 2003 | 12,0           | IAU            |
| 2008 | 9,0 ± 5,0      | Marchis et al. |
| 2016 | 10,0           | Vachier et al. |

Die präziseste Bestimmung ist fett markiert.

### Innerer Aufbau
Da S/2003 (283) 1 eine ähnliche Farbe wie der Mutterkörper aufweist, geht man davon aus, dass der Mond aus demselben Material wie Emma besteht und daher denselben Spektraltyp (X oder P) aufweist.
Die mittlere Oberflächentemperatur beträgt 184 K (−89 °C).